# 톰 무어 (배우)
톰 무어(영어: Tom Moore, 1883년 5월 1일 ~ 1955년 2월 12일)는 아일랜드계 미국인 배우, 영화 감독이다. 아일랜드 미스주에서 태어나 10대 때 미국으로 이민한 뒤 무성 영화 시절 배우와 영화 감독으로 활동했다. 1955년 샌타모니카에서 암으로 죽었다.
형제인 오언 무어, 맷 무어, 조 무어도 배우로 활동했다. 배우와 결혼했는데, 첫 번째 부인은 앨리스 조이스, 두 번째 부인은 프랑스 출신의 르네 아도레, 세 번째 부인은 엘리너 메리(Eleanor Merry)였다.

## 출연 작품
- 스쿠다 후! 스쿠다 헤이! (1948)
- 와이즈 와이프 (1927)
- 어 드렁커스 리포메이션 (1909)